# 시게무네 유조
시게무네 유조(일본어: 重宗 雄三, 1894년 2월 11일~1976년 3월 13일)는 5선 참의원 의원을 지낸 일본의 정치인이다.

## 생애
1894년 2월에 야마구치현 이와쿠니시에서 태어났다. 1912년 3월 도쿄고등공업학교 부속 공업보습학교(현 도쿄공업대학 부속 과학기술고등학교)를 졸업한 뒤 형이 창업한 회사 메이덴샤에 입사했다. 1938년엔 사장이 되었다.
1946년 8월에 귀족원 의원에 칙선돼 정계에 입문했다. 교우구락부에 소속되어 있었으며 1947년 5월 「일본국 헌법」 시행과 함께 귀족원이 폐지되면서 임기가 끝났다. 이때 동향인 기시 노부스케, 사토 에이사쿠 형제가 신설되는 참의원에서 정치를 이어갈 것을 권하자 1947년 4월 제1회 일본 참의원 의원 통상선거 전국구에 입후보해 당선됐다.
1953년 5월 참의원 부의장이 되어 1956년 5월까지 재임했다. 1959년 4월에는 제2차 기시 내각에 운수상으로 입각했다. 이후 2개월 만에 물러나서 자유민주당 참의원 의원회장이 되었다. 1961년에 전기기계공업의 기술 향상과 품질 개선을 통한 국산화를 이루어 일본 제품의 수출 진흥에 공헌했다 하여 남수포장을 수훈했다.
1962년 8월 일본 참의원 의장에 취임했다. 이후 이케다 하야토와 사토 에이사쿠 두 내각을 지지하면서 참의원의 실력자로 군림했다. 시게무네의 정치적 영향력은 사토 내각 때 절정에 달해 기시, 사토와 함께 조슈의 고산케로 불렸다. 총리대신인 사토는 법률안의 원만한 처리를 위해 직접 의장실을 찾아가 머리를 숙이는 일도 있었다고 한다.
전임 의장인 마쓰노 쓰루헤이가 당적을 유지한 채 참의원 의장으로 재직한 것을 모방해 시게무네도 참의원 의장이 된 뒤에도 자민당 당적을 유지했다. 그리고 자민당 참의원 의원의 과반을 점하는 의원들을 규합해 청풍회를 조직하여 이를 바탕으로 참의원을 장악했다. 각료 추천권을 가지고 있는 자민당 참의원 의원회장을 제치고 인사에 상당한 영향력도 미쳤다. 각료가 되길 원했던 참의원 의원들은 매일같이 의장실을 찾아갔기에 세간에선 시게무네 천황, 시게무네 왕국이란 표현까지 등장했다.
하지만 시게무네는 이러한 정치력과 영향력을 통해 참의원의 독자성을 지키기 위해 노력했다. 한편 의사정리권 등을 구사하여 「한일기본조약」, 「대학의 운영에 관한 임시조치법」, 「오키나와 협정」 등을 강행 추진하는 모습도 보였다.
하지만 독재적 스타일에 대한 의원들의 반감, 4선 총재가 된 사토와의 관계 악화, 사토의 후임을 노리고 일어난 각복전쟁 등이 겹치면서 시게무네는 1971년 의장 선거에 불출마하면서 4선을 포기했다. 시게무네와 대립각을 세워 왔던 고노 겐조가 의장 선거에 출마하려 하자 자신이 불출마하는 것을 조건으로 고노도 선거 출마를 단념하게 하는 목적도 있었다. 하지만 고노는 참의원 개혁을 명분으로 의장 선거에 출마했고 시게무네에게 반감을 가지고 있던 의원들이 야당과 손을 잡아 시게무네가 지지한 기우치 시로가 10표 차이로 패배하고 고노가 후임 의장이 되었다. 그렇게 시게무네는 3,242일이라는 최장 재임 기록을 남기고 의장에서 물러났다.
1965년 훈1등 욱일대수장을, 1973년 훈1등 욱일동화대수장을 수훈했다. 1974년에 정계를 은퇴했고 1976년 3월에 향년 82세로 사망했다. 사후 종2위에 추서됐다.

## 역대 선거 기록
|  | 0% |

|  | 0% |

|  | 0% |

|  | 0% |

|  | 0% |

| 전임 나가노 마모루 | 제24대 일본의 운수대신 1959년 4월 24일~1959년 6월 18일 | 후임 나라하시 와타루 |

| 전임 마쓰노 쓰루헤이 | 제8·9·10대 일본 참의원 의장 1962년 8월 6일~1971년 7월 17일 | 후임 고노 겐조 |